# Репликационная вилка

Схема репликационной вилки:
a — родительская цепь ДНК, b — лидирующая цепь, c — отстающая цепь, d — репликационная вилка, e — РНК-праймер, f — фрагмент Оказаки

Репликационная вилка (репликативная вилка) — Y-образная структура, перемещающаяся вдоль родительской спирали ДНК и характеризующаяся местным расхождением двух её цепей, в пределах которой происходит активная репликация ДНК. В подавляющем большинстве случаев (кроме искусственно созданных молекул и ДНК некоторых вирусов) макромолекула ДНК состоит из двух комплементарных цепей, имеющих противоположную направленность. Комплементарность цепей означает, что информационное содержание обеих цепей ДНК идентично. Разные концы цепочки ДНК называются 3'-конец и 5'-конец. Фермент ДНК-полимераза, осуществляющий репликацию, может использовать в качестве матрицы только одноцепочечную ДНК, двигаясь вдоль неё в направлении 3'→5'. По этой причине цепи родительской ДНК должны быть на время отделены друг от друга для осуществления репликации. Такое разделение цепей определяет Y-образную форму репликационной вилки. Сам процесс разделения цепей называется денатурацией, или плавлением. Количество энергии, которое нужно затратить на денатурацию участка ДНК, зависит от соотношения AT и GC связей. Гуанин и цитозин соединяются 3 водородными связями, а аденин и тимин — 2, благодаря чему первые оказываются более стабильными. Соответственно, чем больше GC связей, тем больше энергии нужно затратить на денатурацию.
Формирование репликационной вилки происходит на стадии инициации репликации после локального расхождения цепей материнской молекулы ДНК в точке начала репликации. В зависимости от вида организма образуются одна или две вилки, в результате репликация будет одно- или двунаправленной. Второй вариант более распространён. По мере движения репликационной вилки формируется репликационный глазок.

## Методы определения количества репликационных вилок

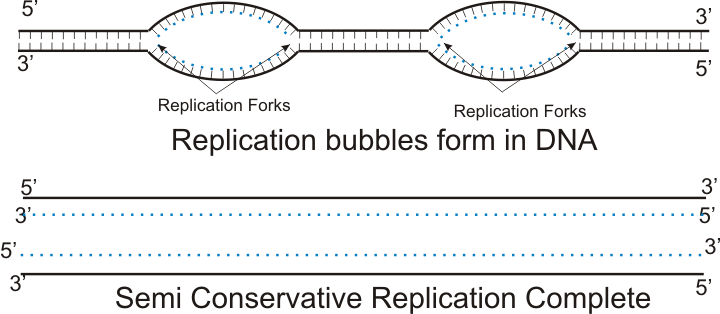
Репликационные глазки

Существует несколько методов, позволяющих определить, является ли репликация одно- или двунаправленной. В случае относительно коротких линейных молекул ДНК методом электронной микроскопии определяют, как меняется расстояние от краёв репликационного глазка до конца молекулы в ходе репликации. Если один из этих краёв имеет неизменное положение относительно границ молекулы, то репликация является однонаправленной.
Для исследования репликации больших геномов применяют метод мечения вновь синтезируемой ДНК радиоактивными или флуоресцентными метками разных цветов с последующей радиоавтографией или флуоресцентной микроскопией.
Ещё один метод основан на изменении электрофоретической подвижности молекул ДНК в зависимости от их формы. Молекулы ДНК, находящиеся на разных стадиях репликации обрабатывают эндонуклеазами рестрикции и разделяют с помощью двумерного электрофореза. Выводы делают в зависимости от того, насколько путь таких молекул в геле отклоняется от пути линейных молекул ДНК с такой же молекулярной массой.